# Synagoge (Hachenburg)

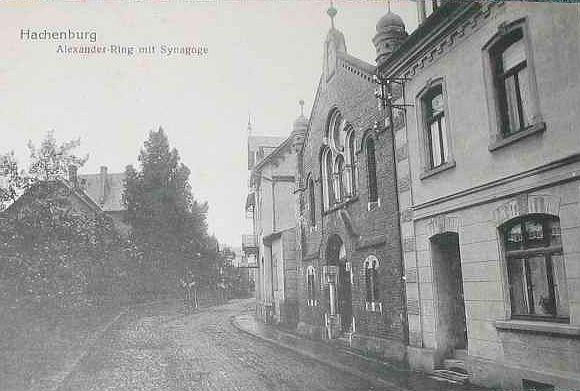
Ansichtskarte von Hachenburg mit der Synagoge (um 1920)

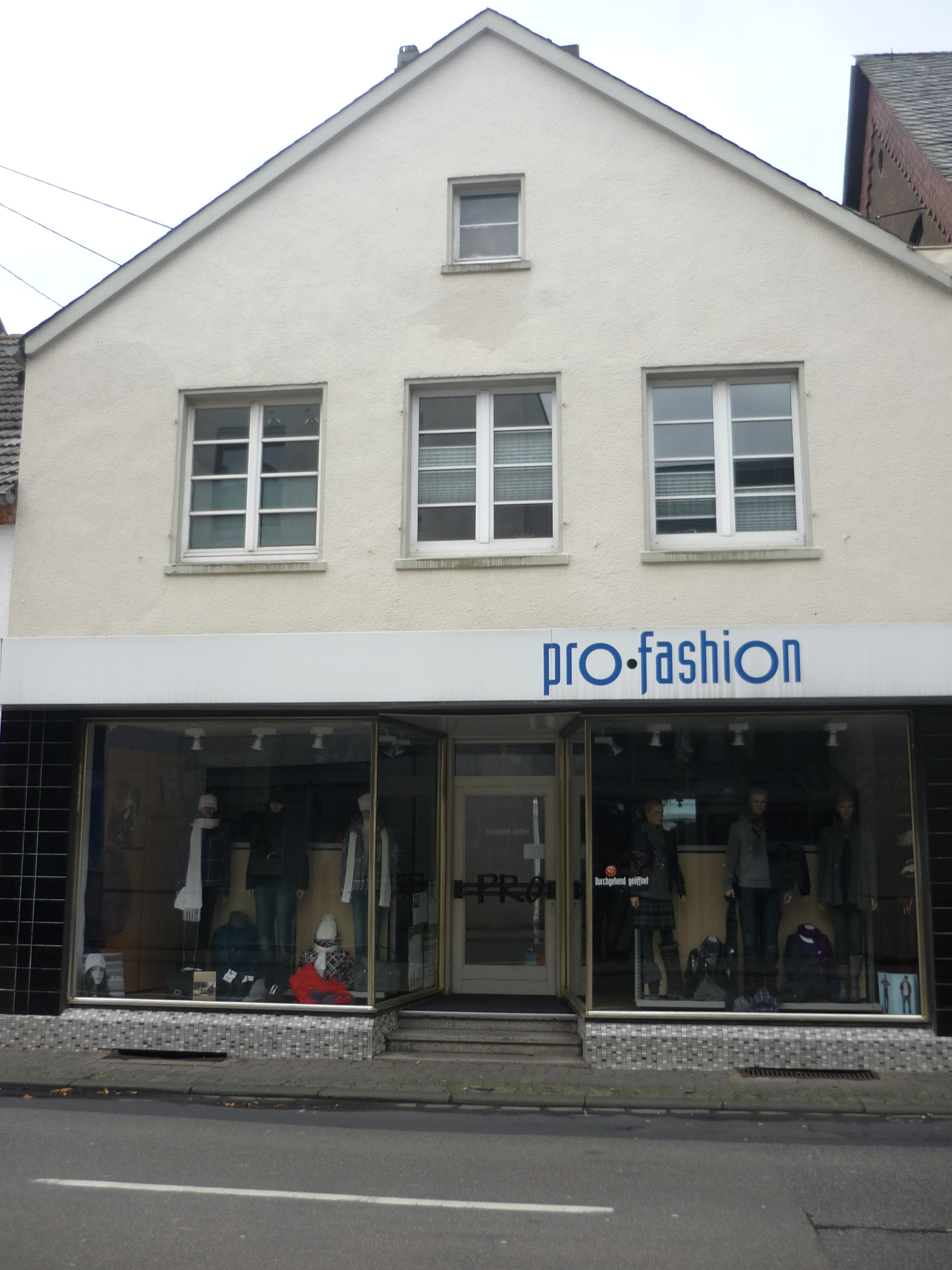
Ehemalige Synagoge in Hachenburg

Die Synagoge in Hachenburg, einer Stadt im Westerwaldkreis in Rheinland-Pfalz, wurde 1896/97 erbaut. Die profanierte Synagoge befindet sich am Alexanderring 6.

## Geschichte
Die jüdische Gemeinde hatte zunächst einen Betsaal in einem jüdischen Privathaus in der Judengasse. Da der Betsaal für die jüdische Gemeinde Hachenburg zu klein geworden war, erwarb sie um 1890 einen Bauplatz am Alexanderring 6 im ehemaligen Wallgraben der Stadtmauer. Der Architekt Ludwig Hofmann (1862–1933) aus Herborn entwarf die Pläne der neuen Synagoge. Die Grundsteinlegung fand am 3. Juli 1896 und die feierliche Einweihung am 11. und 12. Juni 1897 statt.

## Nationalsozialistische Verfolgung
Beim Novemberpogrom 1938 wurde die Inneneinrichtung der Synagoge zerstört und die Polizei beschlagnahmte die rituellen Gegenstände. Dies waren unter anderem 16 Torarollen, 9 Kultgegenstände und zwei Pergamentrollen. Während des Zweiten Weltkriegs wurde die Synagoge als Luftschutzschule genutzt.

## Heutige Nutzung
Nach 1945 wurde die Synagoge in Hachenburg wieder an die jüdische Gemeinde Koblenz überschrieben, die das Gebäude verkaufte. Zunächst wurde es als Berufsschule genutzt und danach zu einem Ladenlokal umgebaut, das sich heute noch darin befindet.